# Pterophorus rhyparias
Pterophorus rhyparias là một loài bướm đêm thuộc họ Pterophoridae. Loài này có ở Cộng hòa Dân chủ Congo, Ethiopia, Kenya, Madagascar, Namibia, Nam Phi, Tanzania và Yemen.